# Paratrigona prosopiformis
Paratrigona prosopiformis är en biart som först beskrevs av Giovanni Gribodo 1893.
Paratrigona prosopiformis ingår i släktet Paratrigona och familjen långtungebin. Inga underarter finns listade i Catalogue of Life.